# Garbatella (métro de Rome)
Garbatella est une station de la ligne B du métro de Rome qui tient son nom de sa localisation dans la zone de Garbatella.

## Situation sur le réseau
Établie en surface, la station Garbatella est située sur la ligne B du métro de Rome, entre les stations Piramide, en direction de Rebibbia (B) ou Jonio (B1), et Basilica San Paolo , en direction de Laurentina.

## À proximité
- Musée Centrale Montemartini.
- L'université de Rome III.